# Talisman van Karel de Grote

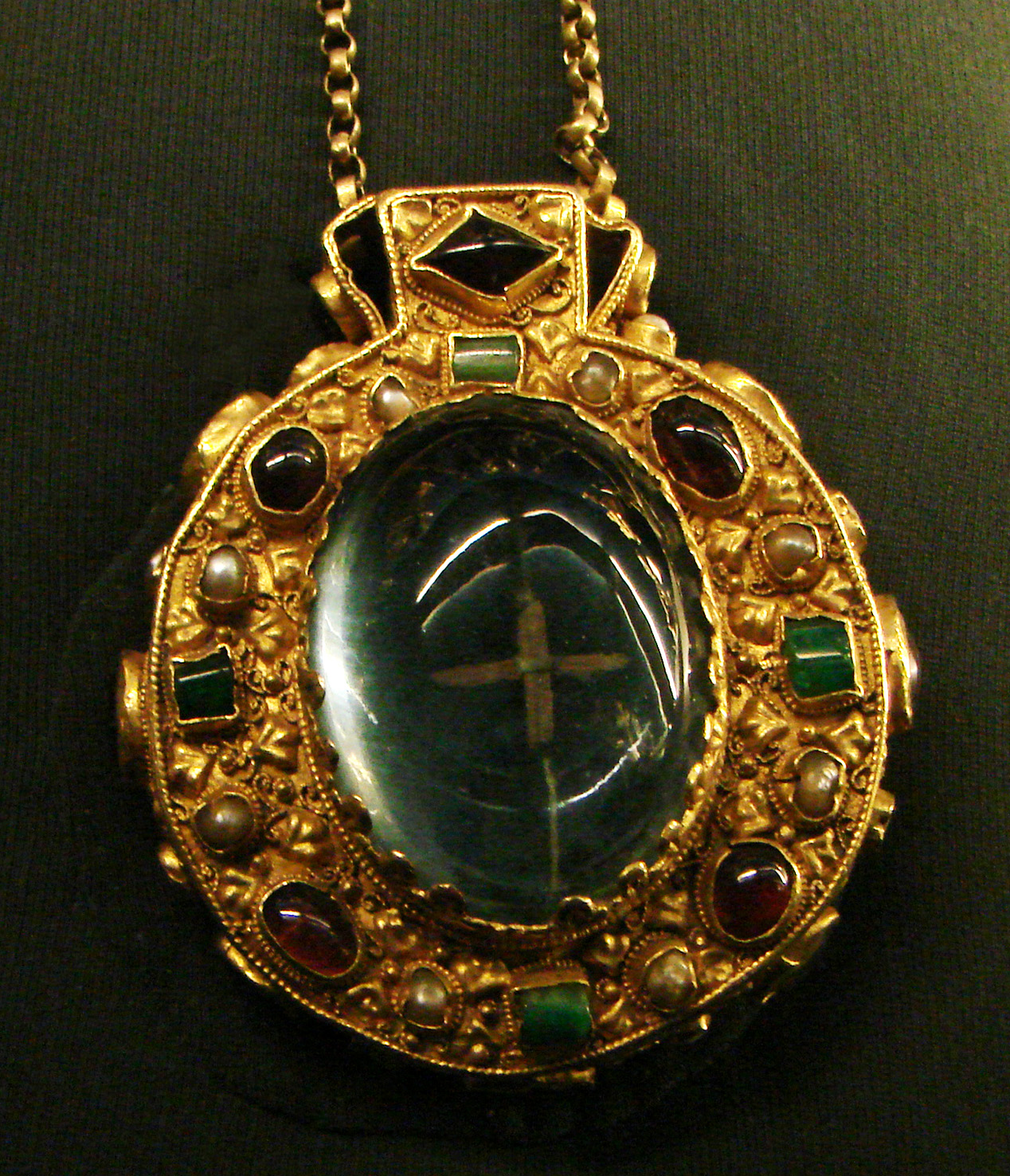
De talisman

De talisman van Karel de Grote is een gouden talisman in karolingische stijl, bezet met parels en rode en groene stenen, wellicht robijnen of spinellen en smaragden.
De talisman is zeven centimeter hoog. De gouden keten is van latere datum, maar de talisman zelf stamt uit de 9e eeuw. De talisman is volgens de overlevering een geschenk van de kalief van Bagdad, Haroen ar-Rashid. Het goudsmeedwerk is echter niet Arabisch. Het is onbekend of hij inderdaad van Karel de Grote geweest is; mogelijk hebben zijn opvolgers de talisman laten maken. In latere eeuwen werden veel objecten uit de zevende tot elfde eeuw in verband gebracht met Karel de Grote.
De talisman is in feite een kleine reliekhouder, een enkolpion. Het glazen hart van de talisman bevat twee stukjes hout in een kruisvorm. Het gaat om relikwieën van het Heilig Kruis, houtpartikels die geacht werden afkomstig te zijn van het kruis van Christus. Deze relikwie zou de talisman een grote magische kracht hebben verleend.
De talisman zou in 1166, bij de opening van de sarcofaag van Karel de Grote in Aken, op het hart van de keizer zijn gevonden. In 1802 schonk de bisschop van Aken de talisman aan Joséphine de Beauharnais, toen zij en Napoleon Aken bezochten. Hortense de Beauharnais erfde de talisman van haar moeder en liet hem op haar beurt na aan Napoleon III. Halfweg de negentiende eeuw liet hij de talisman verwerken in een reliekschrijn (reliquaire de Napoléon III of reliquaire du Talisman de Charlemagne). Waar de andere relieken nog verwerkt zijn in het reliekschrijn, werd de talisman er weer uit verwijderd. Zijn weduwe Eugénie schonk de talisman in 1914 aan de kathedraal van Reims. Het kleinood en de keten bevinden zich sinds 1919 in het Paleis van Tau in Reims.